# My Name Is Jermaine
My Name Is Jermaine – trzeci album solowy Jermaine’a Jacksona, wydany przez Motown w 1976 roku, gdy pozostali bracia Jackson odeszli z wytwórni i Jermaine skoncentrował się na karierze solowej.

## Lista utworów
| 1. | „Let's Be Young Tonight” (Michael L. Smith, Don Daniels)                  | 5:05  |
|    |                                                                           |       |
| 2. | „Faithful” (Michael L. Smith, Don Daniels)                                | 5:14  |
|    |                                                                           |       |
| 3. | „Look Past My Life” (Gregory Wright, Terri McFaddin)                      | 3:21  |
|    |                                                                           |       |
| 4. | „Bass Odyssey” (Gregory Wright)                                           | 3:27  |
|    |                                                                           |       |
| 5. | „Who's That Lady” (Hubert Heard, Kenneth Lupper)                          | 4:07  |
|    |                                                                           |       |
| 6. | „Lovely, You're The One” (Truman Thomas, Jeffrey Bowen, James Henry Ford) | 4:04  |
|    |                                                                           |       |
| 7. | „Stay With Me” (Brenda J. Sutton)                                         | 2:51  |
|    |                                                                           |       |
| 8. | „I Just Want To Take This Time” (Eric Robinson, Victor Orsborn)           | 4:31  |
|    |                                                                           |       |
| 9. | „My Touch Of Madness” (Michael L. Smith)                                  | 4:56  |
|    |                                                                           |       |
|    |                                                                           | 37:36 |
|    |                                                                           |       |

## Single
- "Let's Be Young Tonight" - sierpień 1976